# Spilogona ferrari
Spilogona ferrari är en tvåvingeart som beskrevs av Adrian C. Pont 1973. Spilogona ferrari ingår i släktet Spilogona och familjen husflugor. Inga underarter finns listade i Catalogue of Life.